# Adenodolichos paniculatus
Adenodolichos paniculatus là một loài thực vật có hoa trong họ Đậu. Loài này được (Hua) Hutch. miêu tả khoa học đầu tiên.